# Aulus Cornelius Palma Frontonianus
Aulus Cornelius Palma Frontonianus est un sénateur et militaire romain, connu principalement sous le règne de Trajan (98 - 117). Cornelius Palma est consul ordinaire en 99 et 109 et semble avoir été apprécié par Trajan pour ses compétences administratives et militaires. Il est mis à mort au début du règne d'Hadrien en 118.

## Biographie

### Début de carrière
Il est peut-être originaire de Volsinii en Étrurie, mais l'identification d'un ancêtre de Cornelius Palma parmi la noblesse volsinienne est loin d'être assurée.
Cornelius Palma est peut-être légat prétorien en Asie sous le règne de Domitien et, par ailleurs, commande une légion dans les années 94-97 au moment où Nerva succède à Domitien.
Il est, avec Quintus Sosius Senecio, le premier consul ordinaire du règne de Trajan, en l'an 99. C'est une marque d'estime et d'importance pour Cornelius Palma, signe d'une relation étroite avec l'empereur, qui souhaite le distinguer particulièrement.
Après son consulat, entre 99/100 et 101/103, il est gouverneur de Tarraconaise (legatus augusti pro praetore Hispaniae citerioris). Le poète Martial, qui vécut de 98 à sa mort en 104 dans sa ville natale de Bilbilis, en Tarraconaise, a fait l'éloge du gouverneur :

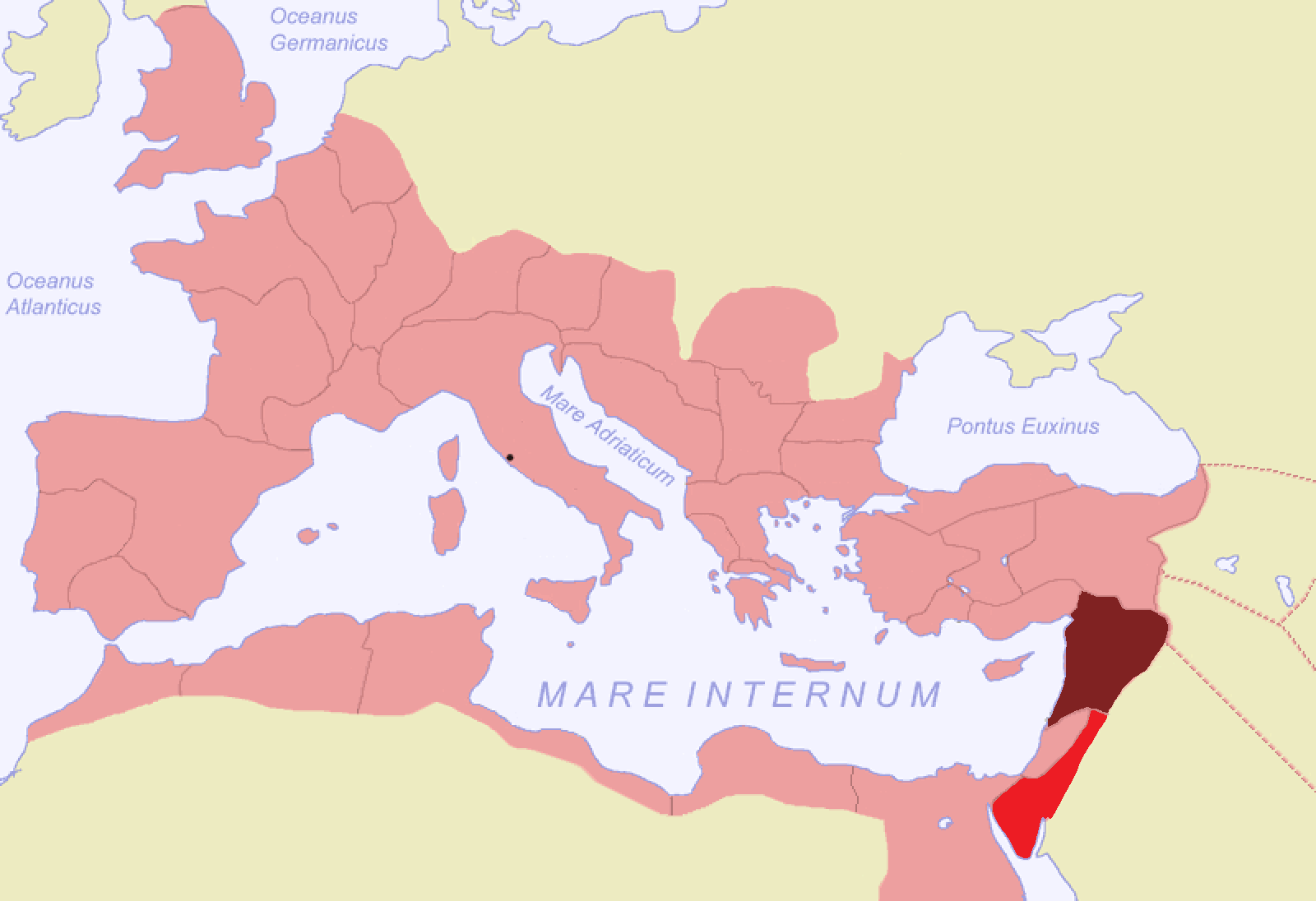
En foncé, la Syrie. En rouge, la province romaine d'Arabie Pétrée créée en 106.

« Palma gouverne notre chère Ibérie, ô le plus clément des Césars ! Ses douces lois assurent à ces provinces étrangères la paix la plus heureuse. Reçois donc nos joyeuses actions de grâces pour un si grand bienfait : tu nous as envoyé un second toi-même. »

— Martial, Épigrammes, livre XII, vers l'an 101.

### Gouvernorat de Syrie
Il est ensuite gouverneur de Syrie (legatus augusti pro praetore) de 104 à 108, remplaçant Caius Antius Aulus Iulius Quadratus.
Il reçut la mission, sans doute après la mort du roi Rabbel II en 106, de réaliser la réduction en province du royaume nabatéen de Pétra . Cette annexion eut lieu pendant la campagne de Trajan en Dacie. Ce royaume était alors l'un des derniers territoires protégés par Rome mais non intégrés à l'Empire avec l'État client d'Osroène autour d'Édesse, quelques territoires dans le Caucase et le cas épineux du royaume d'Arménie.
Il n'y a apparemment aucun combat, mais l'annexion fait peut-être suite à une campagne militaire à la tête des légions de Syrie et d'Égypte commencée en 105 qui n'a, semble-t-il, rencontré aucune résistance,. Dion Cassius et Ammien Marcellin, qui écrivent respectivement près d'un siècle et plus de deux siècles après les faits, indiquent que la conquête du royaume s'est faite avec résistance. Toutefois, les pièces de monnaie contemporaines frappées à la suite de l'annexion parlent d'une acquisition (Arabia adquisita : « l’Arabie acquise »), et non d'une conquête militaire. De plus, Arabicus n'a pas été ajouté à la titulature impériale de Trajan, ce qui semble indiquer qu'il s'agit donc d'une annexion pacifique,.
Cette annexion permet de renforcer la frontière orientale de l’Empire en vue d'une campagne contre les Parthes, de rendre sûre la liaison commerciale entre l'Égypte, la Judée et la Syrie et de mettre fin au monopole des bédouins caravaniers comme intermédiaires sur le commerce de la mer Rouge,,.

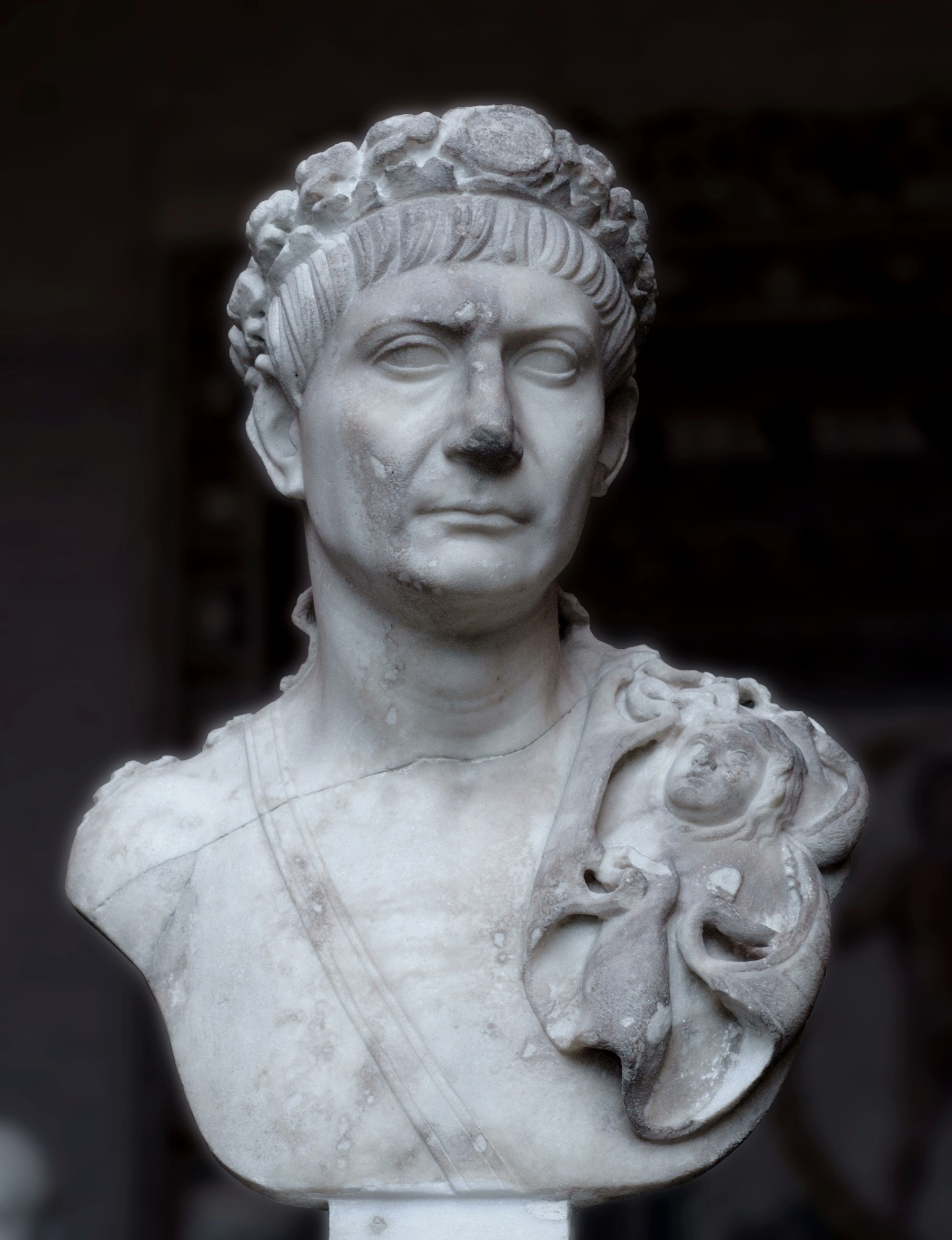
L'empereur Trajan (98 à 117).

Cornelius Palma engage des travaux dans sa province de Syrie et dans les terres nouvellement annexées. Par ses soins, Canatha, ainsi que d'autres cités, font l'objet d'importants travaux d'adduction d'eau, grâce à des captages réalisés dans la montagne proche,,. Une voie romaine reliant Pétra à Gérasa paraît dater de l'époque de l'annexion ainsi que la construction ou la réfection d'un aqueduc à Pétra.
Il fait de Bosra la capitale de la nouvelle province impériale d'Arabie Pétrée (provincia Arabia), qui est créée le 22 mars 106 et formée du royaume conquis et de la décapole déjà romaine. L'empereur Trajan renomme Bosra (alors appelée Bostra) en Nea Traiane Bostra, ou « Nouvelle Bostra de Trajan » et Pétra reçoit le titre honorifique de métropole (metropolis) au même moment,.
Probablement pour l'annexion du royaume nabatéen, Cornelius Palma est honoré des ornements triomphaux, et, de son vivant, d'une statue de bronze dans le forum d'Auguste,, honneur seulement réservé à deux autres consulaires (Quintus Sosius Senecio pour son rôle décisif dans les guerres daciques et Lucius Publilius Celsus pour des raisons inconnues) par Trajan. Son successeur à la tête de la Syrie est Lucius Fabius Iustus.

### Fin de carrière et exécution
En 109, il est à nouveau consul ordinaire aux côtés de Publius Calvisius Tullus Ruso.
Selon l'Histoire Auguste, Cornelius Palma et Lucius Publilius Celsus (deux fois consul sous Trajan, dont un consulat ordinaire en 113) sont en état de disgrâce à la toute fin du règne de Trajan, alors qu'ils « avaient toujours été [les] ennemis [d'Hadrien] ». Trajan a alors désigné à l'attention générale Hadrien comme successeur, bien que cela n'ait jamais été officialisé.

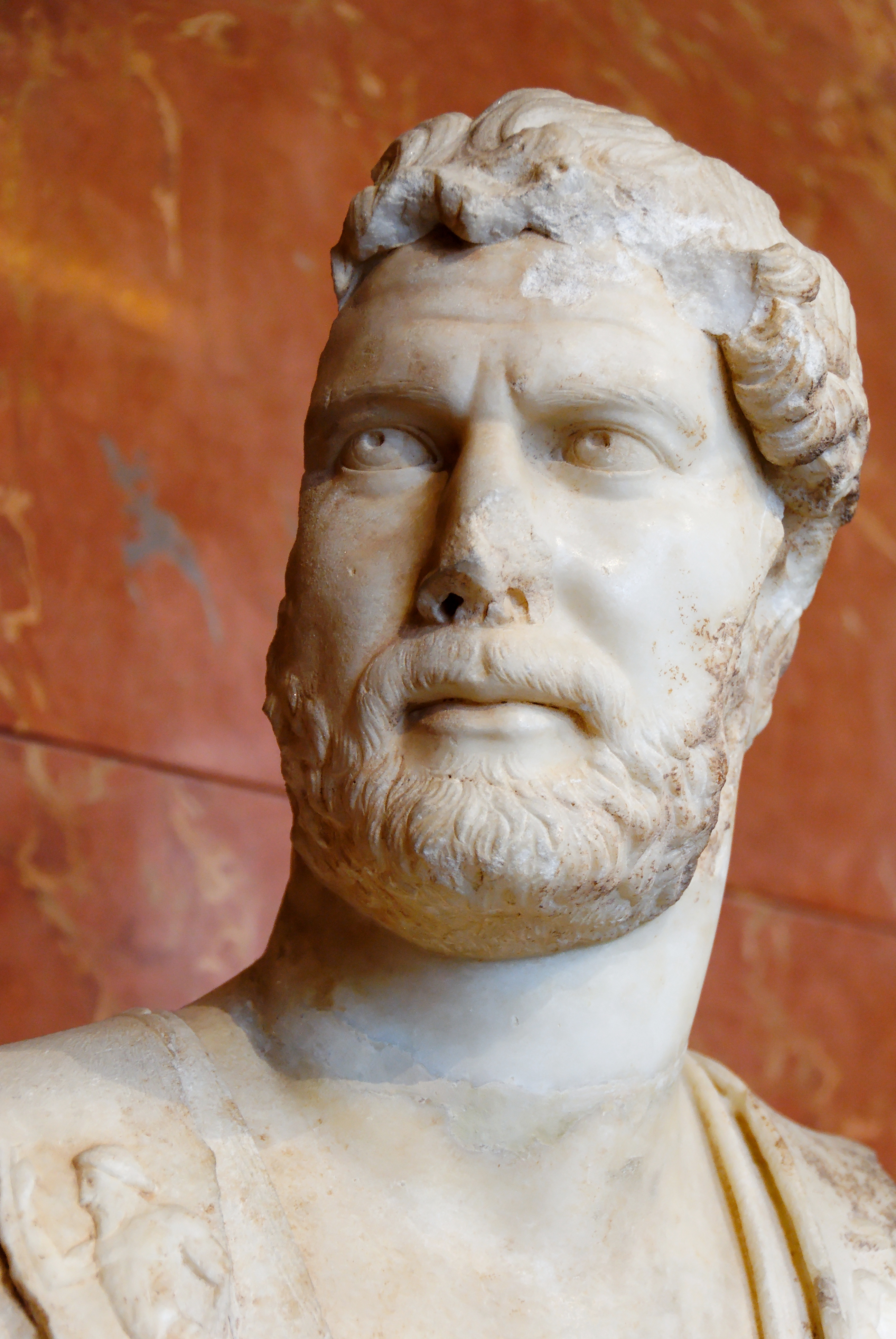
L'empereur Hadrien (117 à 138).

En 117, Trajan, malade, décède en août et Hadrien est aussitôt acclamé par les troupes comme imperator. Pour autant, sa position est délicate : la rumeur veut que Trajan n'ait pas voulu désigner de successeur, et que l'adoption soit l'œuvre de Plotine,. Hadrien craint un coup d'État de ceux ayant acquis influence, gloire et fortune auprès de Trajan.
Sur ordre du Sénat, Cornelius Palma et d'autres considérés comme conspirateurs sont exécutés, dont les principaux sont Lucius Publilius Celsus (consul en 113), Caius Avidius Nigrinus (consul en 110 et gouverneur de la Dacie) et Lusius Quietus (l'un des principaux généraux de Trajan et gouverneur de Judée),,, car ils sont suspectés d'avoir attenté à la vie du nouvel empereur ou d'aspirer au trône. Hadrien, alors en Syrie, nie avoir ordonné les exécutions, de ces quatre sénateurs influents durant le règne de Trajan,. On y voit parfois la main du préfet du prétoire Publius Acilius Attianus. Ces assassinats font beaucoup de tort à la popularité d'Hadrien, qui démet Attianus de ses fonctions, réservées aux chevaliers, en le nommant sénateur.
Palma aurait été mis à mort à Terracine, dans le Latium, en l'an 118.